# Bántornya

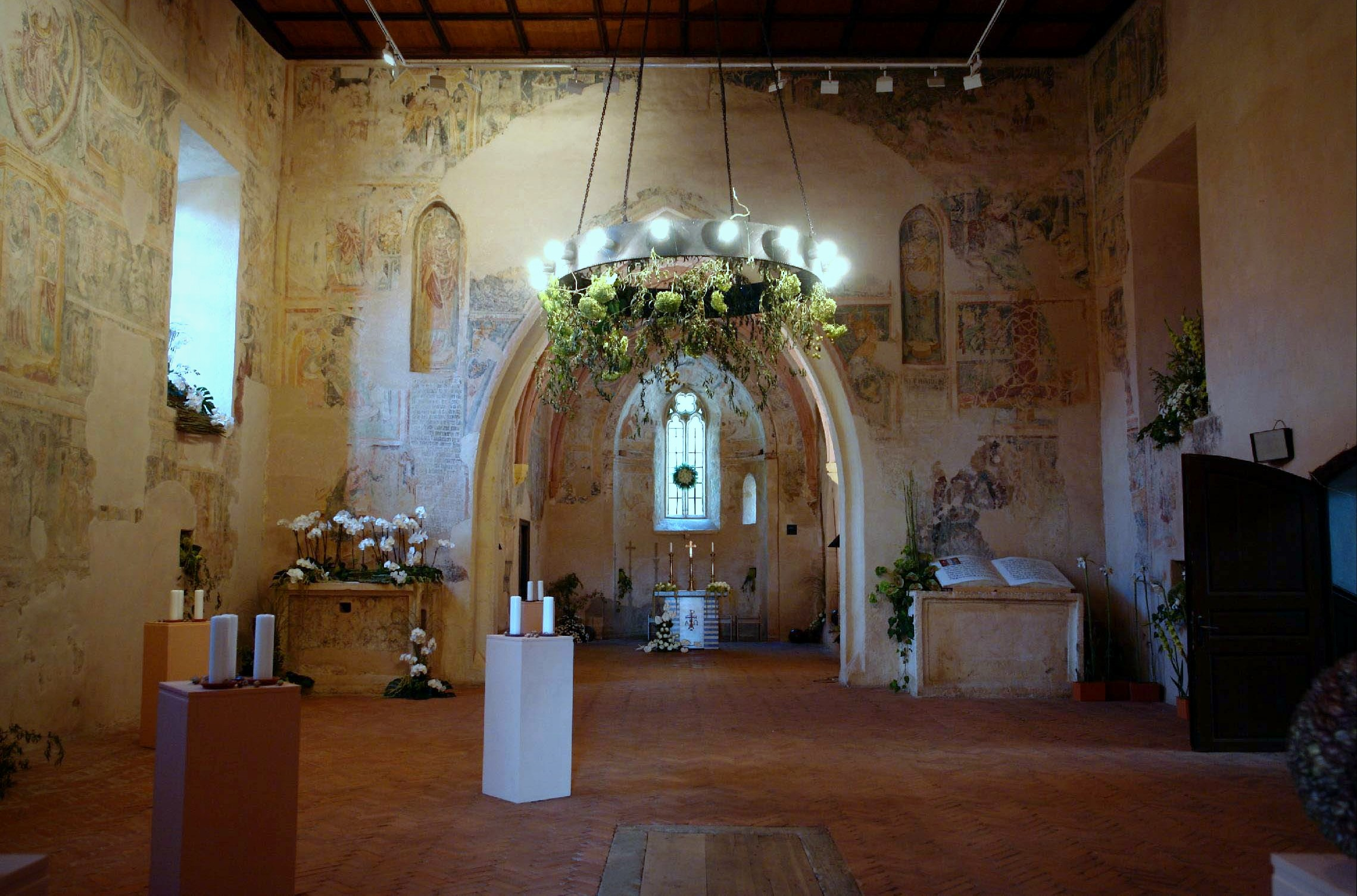
A régi templom szentélye

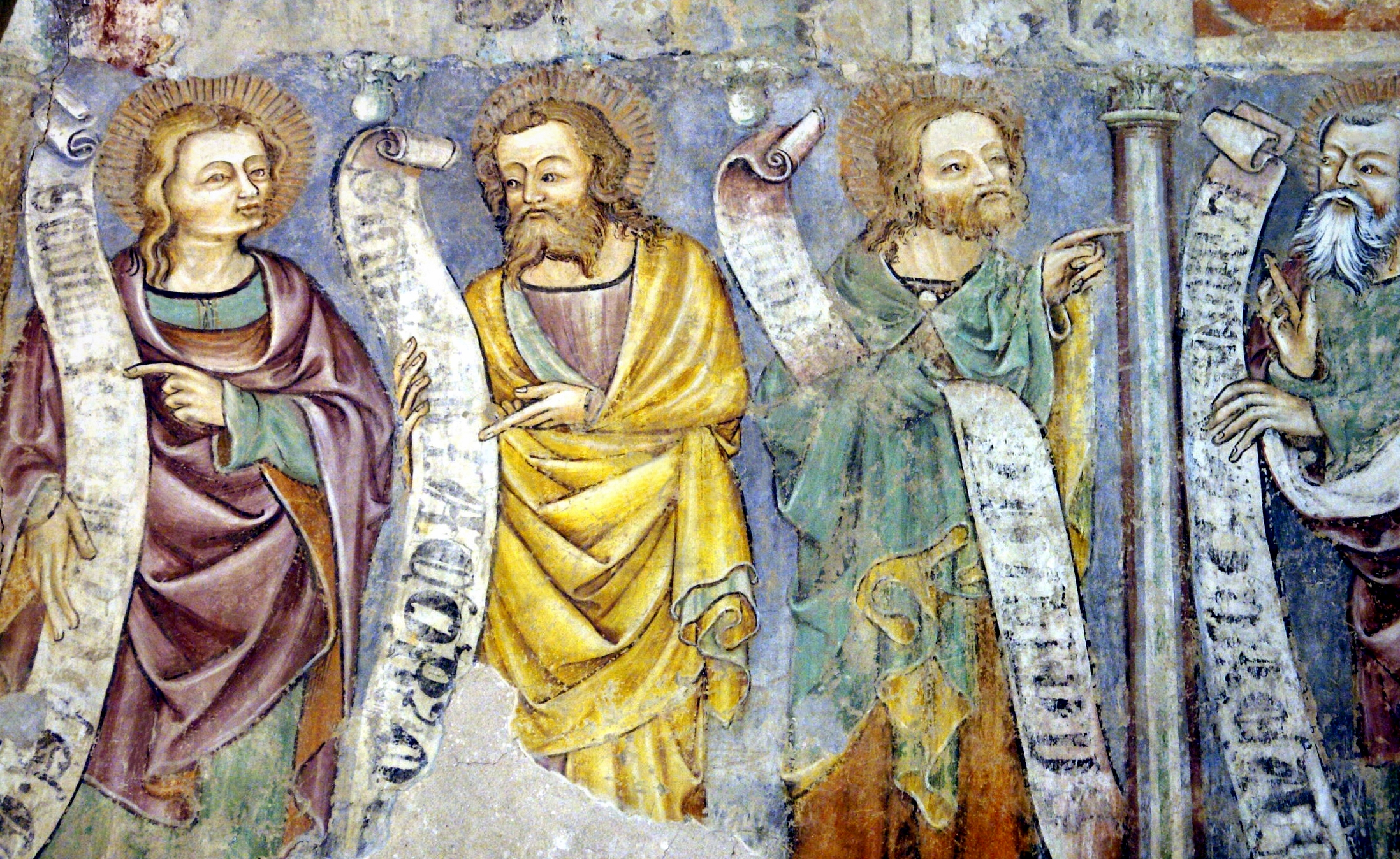
Apostolok – freskórészlet

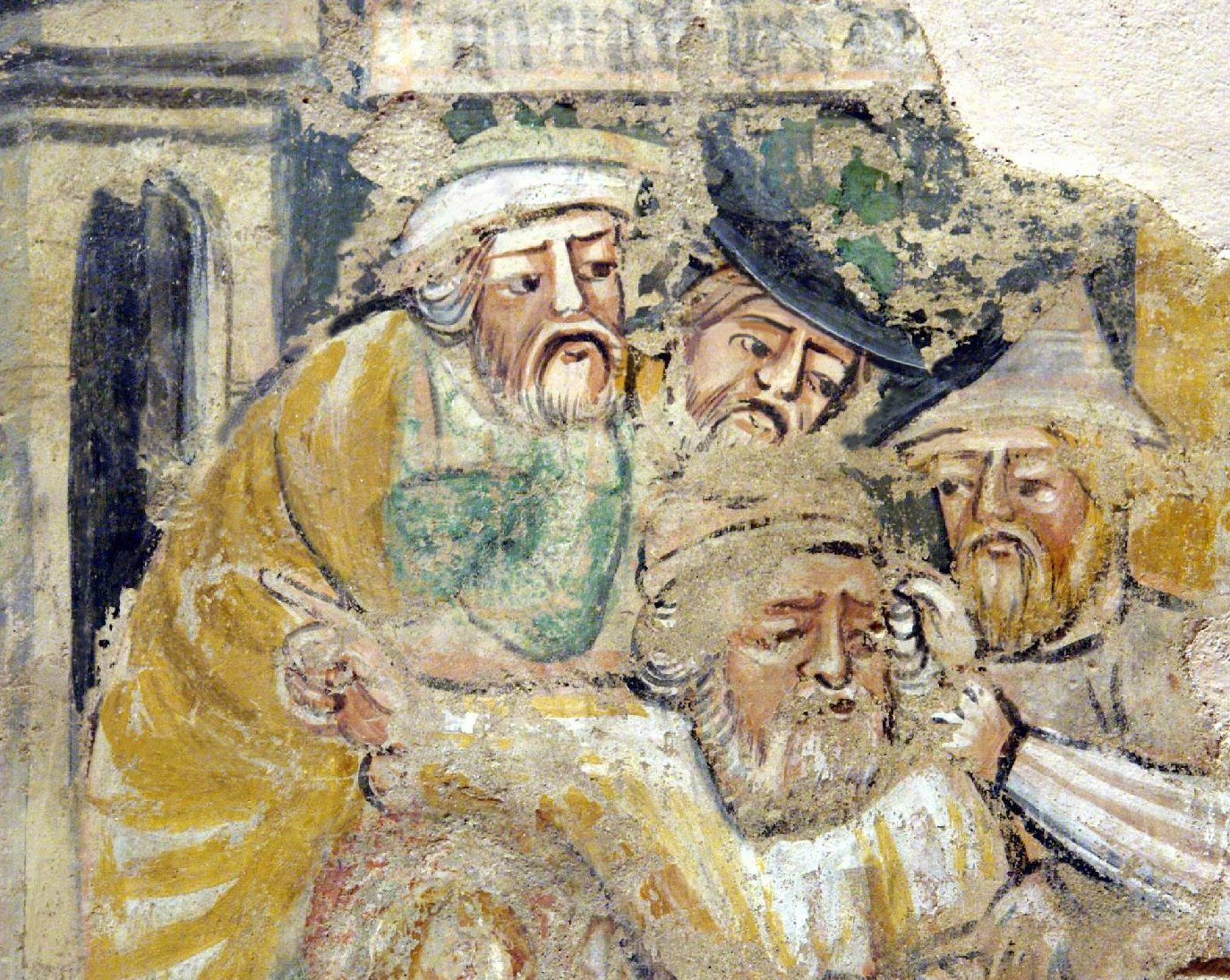
Zsuzsanna és a vének – freskórészlet

Bántornya (szlovénül: Turnišče, vendül: Törnišče vagy Türnišča) település és a hasonló nevű község központja a Muravidéken, a Pomurska statisztikai régióban, Szlovéniában. Ezt a magyar nevét a 19. század végi névmagyarosítási hullám során kapta, sokan a muravidéki magyarok közül sem használják.

## Fekvése
Muraszombattól 15 km-re délkeletre a Dolinsko nevű tájegységben található, a Lendva-patak jobb partja közelében.

## Története
Területén már az ókorban is éltek emberek, ezt bizonyítják a határában található római kori halomsírok.
Első írásos említése 1379-ből származik "Toronhel" néven. 1389-ben "Turnicha", 1403-ban "Tornischa", 1405-ben "Tornisa",  1411-ben "Thornisca", 1428-ban "Tornissa", 1481-ben "Thurnissa", 1524-ben "Tornysthya" alakban szerepel a korabeli forrásokban. Nemti (Lenti) várának uradalmához tartozott.
Először az alsólendvai Bánffy család alsólindvai (Lendva) ága birtokolta, aztán a Csáky család birtokába jutott. A település 1548-ban mezővárosi rangot kapott. 1524-ben történt említés a piactérről. Bántornyán fejlett volt a kézművesség. 1760-ban cipész, 1770-ben pedig szabó céh  alakult, melyeknek latin nyelvű alapítólevelét Mária Terézia is megerősítette.
A falu a 19. század második feléig Turniscsa néven szerepelt a térképeken, ezután magyarosították.
Vályi András szerint „TURNISA. Tót Mezőváros Szala Várm. földes Ura Gr. Csáky Uraság, lakosai katolikusok, fekszik A. Lendvához 1 mértföldnyire; határja középszerű, piatzi jövedelmek, és két országos vásárjok is van.”
Fényes Elek szerint ”Turnische, vindus-tót m.v., Zala vmegyében, A.-Lendva mellett, 864 kath. lak. Kath. paroch. temploma igen régi nevezetes góth épület. Lakosai robotra nem járnak, hanem többnyire mesteremberek, u. m. vargák, szűr, és apró szabók, timárok, de a sok tüz miatt szegények. F. u. a Gyika nemzetség. Ut. p. A.-Lendva.”
Közigazgatásilag Zala vármegye Alsólendvai járásának része volt. A Vendvidéki Köztársaság a területből még Bántornya mezővárosát ide tudta csatolni, ahonnan vezetője is származott. 1919-ben a Szerb–Horvát–Szlovén Királysághoz csatolták, ami tíz évvel később vette fel a Jugoszlávia nevet. 1941-ben a Muramentét a magyar hadsereg visszafoglalta és 1945-ig ismét Magyarország része volt, majd a második világháború befejezése után végleg jugoszláv kézbe került. 1991 óta a független Szlovén Köztársaság része. 2002-ben Bántornyának 1555 lakosa volt, a község teljes lakossága 3422 fő volt.

## Nevezetességei
- A falu fő utcáján áll a 15. század második felében épült románkori templom, Aquila János freskóival, amelyek közül a leghíresebb a Szent László-legenda falképsora. A művész Velemérhez hasonlóan itt is megfestette a köpenyes Madonna alakját – ennek kialakítása arra utal, hogy a templomhajót eredetileg sík fal zárta.

Az északi fal képei:
utolsó ítélet,
Mettercia,
Katalin-legenda,
Borbála-legenda,
Zsuzsanna-legenda,
szent Ferenc stigmatizálása.
A déli falon mártíriumok láthatók:
szent Péter keresztre feszítése,
szent Lőrinc vértanúsága.
a szentélyt a hajótól elválasztó diadalív két oldalán egy-egy fülkében szent Péter, illetve szent Miklós alakja áll.
- Páduai Szent Antal tiszteletére szentelt kápolnája a 18. században épült.
- Az iskolanővérek kolostora a 17. század első felében épült barokk stílusban.
- A Fájdalmas Krisztus-szobor 1750-ben készült.
- A Nepomuki Szent János-szobrot 1747-ben emelték.
- A Cipészmúzeum 1975 óta működik.
- Római kori halomsírok

## Híres emberek
- Barbarics Róbert író szülőhelye.
- Kugler Sándorné (Bántornya, 1908. július 25. – Budapest, 2016. február 17.) matematika-fizika-kémia szakos tanár, a középiskolai Függvénytáblázat egyik társszerzője.
- Némethy Béla (1897–1984) festő szülőhelye.
- Némethy Vilmos (1887–1972) magyar ügyvéd, közjegyző, lapkiadó, kisgazdapárti országgyűlési képviselő itt született.
- Novák Ferenc író a mezővárosban végezte papi szolgálatát.
- Sbüll Ferenc költő szülőhelye.
- Tkálecz Vilmosnak, a Vendvidéki Köztársaság alapítójának és vezetőjének a szülővárosa.